# Pintadito
Pintadito és un nucli de població del departament d'Artigas, al nord de l'Uruguai, i un suburbi de la seva capital, la ciutat d'Artigas. Es troba al sud del centre urbà. Limita al nord amb el suburbi de Cerro Ejido. El rierol Pintadito, afluent del riu Cuareim, forma el seu límit oriental.

## Població
Segons les dades del cens de 2004, Pintadito tenia una població aproximada de 1.487 habitants.
| Any  | Població |
| ---- | -------- |
| 1985 | 558      |
| 1996 | 1.067    |
| 2004 | 1.487    |
| 2011 | 1.642    |